# Ульянівське газоконденсатне родовище
Ульянівське газоконденсатне родовище знаходиться на території Лохвицького району, Полтавська область, на відстані 120 км від обласного центру м. Полтава. Населенні пункти мм. Лубни і Миргород розташовані відповідно на відстані 30 і 35 км від родовища.

## Опис
Родовище відкрите в 1977 році. Промислова газоносність встановлена у відкладах девону, турнейського, візейського, серпухівського ярусів нижнього карбону, башкирського ярусу середнього карбону, нафтоносність у відкладах візейського та башкирського ярусів. В розрізі родовища продуктивні горизонти залягають в інтервалі глибин 3160-5100 м.
Дослідно-промислова розробка Ульянівського родовища розпочата в 1983 році з горизонтів Т-1 та В-17.
На момент підрахунку запасів нафтові поклади в дослідно-промисловій розробці не перебували.
Основна частина запасів газу зосереджена в покладах горизонтів Т-1+Д (71,909 млрд м³).
Основною проблемою при розробці газоконденсатних покладів Ульянівського ГКР є складні поверхневі умови — склепінна частина візейських та турнейських відкладів в плані розташована в заплавній частині річки Сула, що унеможливлювало її розбурювання.
В переважній більшості, свердловини пробурені з намивних споруд володіють кращою продуктивністю. Однак, причиною цьому є не тільки кращі умови розташування свердловин. Газ родовища в своєму складі містить до 6 % вуглекислого газу, що спричинює активну корозію підземного обладнання свердловин — подача інгібіторів корозії хоча й сповільнює дані процеси, однак не зупиняє їх. Внаслідок цього значна частина свердловин перебуває в бездіючому фонді або працює з накопиченням тиску.